# Tinashe Nengomasha
Tinashe Washington Nengomasha (né le 2 septembre 1982 à Harare au Zimbabwe) est un footballeur international zimbabwéen, qui évolue au poste de milieu de terrain.

## Biographie

### Carrière en sélection
Avec l'équipe du Zimbabwe, il joue 32 matchs (pour un but inscrit) entre 2003 et 2012. 
Il figure dans le groupe des sélectionnés lors des Coupes d'Afrique des nations de 2004 et de 2006.
Il joue également 12 matchs comptant pour les tours préliminaires de la coupe du monde, lors des éditions 2006, 2010 et enfin 2014.

## Palmarès
Kaizer Chiefs
- Championnat d'Afrique du Sud (2) :
  - Champion : 2003-04 et 2004-05.

- Coupe d'Afrique du Sud (1) :
  - Vainqueur : 2006.